# Адаптивная система (кибернетика)
Адаптивная система в кибернетике — система, которая в процессе эволюции и функционирования демонстрирует способность к целенаправленному приспосабливающемуся поведению в сложных средах. Адаптивная система может приспосабливаться к изменениям как внутренних, так и внешних условий.

## Основные сведения
Адаптивные системы — системы, способные к адаптации. Различают пассивную адаптацию (реагирование системы на изменение окружающей среды) и активную (воздействие системы на окружающую среду).
Адаптивные системы подразделяются на самонастраивающиеся и самоорганизующиеся системы. В первом случае в соответствии с изменениями внешней среды меняются значения параметров системы, а во втором — меняется структура, организация системы.
Формы поведения и динамики адаптивных систем весьма разнообразны. В частности, они проявляются в изменении поведения системы в условиях флуктуаций среды с целью поддержания существенных переменных в определенных границах или сохранения основных свойств и т. д. (то есть осуществляют гомеостаз).
Наиболее простые формы адаптивного поведения обнаруживаются у регуляторов в технических системах с обратной связью, если объект регулирования (управляемую систему) рассматривать как (окружающую) среду функционирования регулятора. Система в целом при этом может быть и неадаптивной.
Самоорганизующиеся и высокоорганизованные адаптивные системы обладают, кроме того, способностью так изменять внешнюю среду, чтобы изменение собственного поведения системы не являлось необходимым. Они в состоянии изменять (адаптировать) внешние условия для достижения собственных целей.
Если управляемая система и (окружающая) среда стационарны, то адаптивная управляющая система по истечении определенного периода времени накапливает необходимую информацию, устраняет неопределенность, и качество адаптивного управления приближается к качеству оптимального управления в условиях полной информации.
В самоорганизующихся системах характеристики объекта управления меняются во времени и устранить неопределенность полностью не удается. Однако в тех случаях, когда процесс адаптации быстро сходится к оптимальному процессу, качество адаптивного управления может мало отличаться от оптимального.
Поведение адаптивных систем является дуальным. С одной стороны, невозможно осуществить эффективное управление, не зная характеристик управляемой системы, с другой — можно изучать эти характеристики в процессе управления и тем самым улучшать управление, стремясь к оптимальному. В этом случае управляющие воздействия носят двойственный характер: они служат средством как активного изучения, познания управляемой системы для будущего, так и непосредственного управления в текущий момент. В адаптивных системах (управления) всегда существует известное противоречие между познавательной и направляющей функциями управляющих воздействий.
Адаптация в кибернетике — процесс накопления и использования информации в системе, направленный на достижение определенного, обычно оптимального в некотором смысле, состояния или поведения системы при начальной неопределенности и изменяющихся внешних условиях. При этом могут изменяться параметры и структура системы, алгоритм функционирования, управляющие воздействия и т. п. Адаптация применяется в тех случаях, когда воздействующие на систему факторы являются полностью или частично неизвестными. В процессе адаптации система накапливает данные об этих факторах и определяет их характеристики. А реализуется в адаптивных системах управления, частным случаем которых являются самонастраивающиеся системы.